# جوزيف كزافييه غرانت
جوزيف كزافييه غرانت (بالإنجليزية: Joseph Xavier Grant)‏ هو عسكري أمريكي، ولد في 28 مارس 1940 في كامبريدج في الولايات المتحدة، وتوفي في 13 نوفمبر 1966 في فيتنام الجنوبية.